# Ormetica maura
Ormetica maura là một loài bướm đêm thuộc phân họ Arctiinae, họ Erebidae.